# White Collar
White Collar var en TV-serie skapad av Jeff Eastin, som sändes på USA Network. Huvudrollerna spelas av Tim DeKay (som FBI-agenten Peter Burke) och Matt Bomer (som den notoriske bedragare Neal Caffrey som arbetar som Burkes kriminella informant). Willie Garson och Tiffani Thiessen medverkar också i serien. Serien hade premiär den 23 oktober 2009 och sändes i sex fullständiga säsonger. Det sista avsnittet sändes den 18 december 2014. 

## Premiss
Neal Caffrey, en välrenommerad konstnär, förfalskare och tjuv, fångas efter en treårig katt och råttalek med FBI, speciellt specialagent Peter Burke. Med bara tre månader kvar på sin fyraåriga dom, flyr han för att leta efter sin flickvän, Kate. Peter Burke hittar återigen Caffrey och för honom tillbaka till fängelse. Denna gång föreslår Caffrey en överenskommelse för att hjälpa Burke att gripa farliga brottslingar med FBI som en del av ett arbetsprogram. Efter viss tvekan går Burke med på det, och deras okonventionella relation tar sin början. 

## Rollista och karaktärer

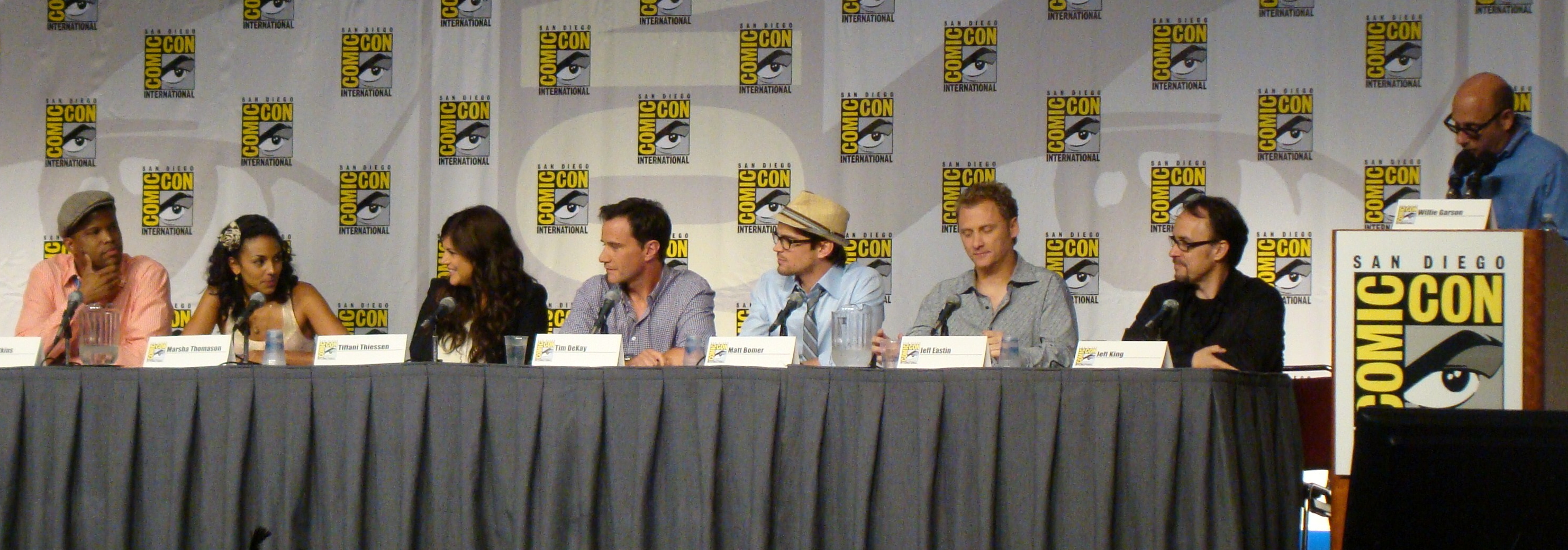
Skådespelarna i White Collar.

### Huvudkaraktärer
- Matt Bomer som Neal Caffrey:[3]

En skicklig bedragare och tjuv, charmig och intelligent. Caffrey fängslades efter att ha fångats av FBI:s specialagent Peter Burke. Neal föreslår att han blir FBI-konsult i utbyte mot tidig frigivning. Burke håller med om villkoret att Neal bär en elektronisk fotboja. Trots att han får möjlighet att starta ett nytt, ärligt liv, frestas Neal ofta av sitt gamla liv, vilket tvingar honom att välja mellan de två.
- Tim DeKay som FBI Special Agent in Charge[4] Peter Burke: [5]

En hårt arbetande, ärlig FBI-agent och chefen för utredningsteamet som Neal jobbar på. Han är mycket engagerad i sitt äktenskap och älskar sitt hemliv. Peter den person som Neal litar mest på. Peter är fast besluten att övertyga Neal om att ett ärligt liv är möjligt, även när han vägrar att tro på det.
- Willie Garson som Mozzie:[6]

Bedragare och nära vän till Neal. Mozzie eller Moz, är Neals mest betrodda vän. Han övergavs som baby och växte han upp på ett barnhem och flera fosterhem i Detroit, där han lärde sig att bli en bedragare. Även om han saknar Neals fingerfärdigheter, verkar han kunna ett knep inom alla branscher. Han har ett eidetiskt minne och hjälper ibland med utredningar. Moz tar sitt smeknamn från en barndomsbjörn med namnet Mozart.
- Tiffani Thiessen som Elizabeth Burke:

En evenemangsplanerare och Peters fru. Hon stöder och förstår hans arbete och långa arbetsdagar. Hon är en intelligent kvinna som kan diskutera Peters fall med honom och beundrar Neals förfining.
- Marsha Thomason som specialagent Diana Berrigan (återkommande, säsong 1; huvudroll, säsong 2–6):

Diana hjälper Peter och Neals första fall tillsammans. Hon flyttas sedan över till Washington D.C efter att hennes prövotid är slut, men ansluter senare till utredningsteamet i New York. Hon är öppet lesbisk.
- Sharif Atkins som specialagent Clinton Jones (återkommande, säsong 1–3; huvudroll, säsong 4–6):

FBI-agent som ansvarar för att utföra en mängd olika uppgifter under teamets utredningar, inklusive övervakning. Han uppskattar Neals oortodoxa bidrag till laget.
- Hilarie Burton som Sara Ellis (återkommande, säsong 2 och 4; huvudroll, säsong 3):

En försäkringsbolagsutredare som vittnade mot Neal när han var på rättegång och var då fast besluten att se honom återvända till fängelse. Hon upptäcker senare att hon tycker om att arbeta med honom. Under en utredning inleder de ett romantiskt förhållande.
- Natalie Morales som specialagent Lauren Cruz (säsong 1):

En junioragent som begärde en överföring till Peters team och arbetade där en kort tid.